# Willy Blochert
Willy Blochert (Cammin, 17 februari 1886 - Łódź, 25 januari 1942) was een Duitse schrijver en vertaler.
Blochert publiceerde vertalingen van Nederlandse literatuur in verschillende Duitse tijdschriften, waaronder het satirische tijdschrift Simplicissimus.
Willy Blochert was een jeugdvriend van de Duitse schrijver Kurt Hiller. Blochert was van Joodse komaf en werd in 1941 van zijn woonplaats Berlijn gedeporteerd naar het ghetto van Łódź. Op 25 januari 1942 werd hij daar door de nazi's vermoord.